# 2025 في الجزائر
تحتوي هذه المقالة على أهم الأحداث التي شهدها الجزائر في 2025م، إضافة إلى أهم الشخصيات الجزائرية المولودة والمتوفية في هذه السنة.

## الحكم
- رئيس الجمهورية – عبد المجيد تبون
- رئيس الحكومة – نذير العرباوي
- وزير الداخلية – إبراهيم مراد

## الأحـداث
ا

## رياضة
ا

## كتب
ا

## أفلام
ا

## مسلسلات
- التابعة (مسلسل).

## موسيقى
ا

## الجوائز
ا

## وفـيات

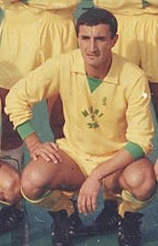
جمال مناد

- 7 يناير/ - عبد القادر ولد مخلوفي، أسطورة الملاكمة الجزائرية، (80 سنة).[1]
- 12 يناير - سلسبيل ملاوك بوشوارب، بطلة الجزائر برياضة الكاراتيه (18 سنة).[2]
- 15 يناير - محمد حاج حمو، أول وزير إعلام بعد استقلال الجزائر (96 سنة).
- 1 فبراير/فيفري حيزية تلمسي، صحفية جزائرية (42 سنة).
- 1 فبراير/فيفري محمد بكير (صحفي)، صحفي جزائري.
- 9 فبراير/فيفري نور الدين مرداسي، صحفي جزائري (82 سنة).
- 7 مارس - حمود قرطال، ضابط في جيش التحرير الوطني (89 سنة).
- 7 مارس - محمد لمسان، صحفي بالإذاعة الوطنية جزائري (47 سنة).
- 22 مارس - جمال مناد، لاعب كرة قدم جزائري (64 سنة).
- 19 أبريل - حميطوش لونيس، مؤسس شركة صومام (79 سنة).
- 20 مايو - نور الدين عزوز، صحفي جزائري (65 سنة).
- 5 يونيو - جوهر أمحيص أكسيل، كاتبة جزائرية (97 سنة).